# Iwate Grulla Morioka
Iwate Grulla Morioka (em japonês:  いわてグルージャ盛岡 - Iwate Gurūja Morioka) é um clube de futebol japonês, sediado em Morioka. A equipe compete na Japan Football League, a quarta divisão nacional. Seu presidente é o ex-jogador Yutaka Akita, que também foi técnico do time entre 2020 e 2022.

## História
O clube foi fundado como Villanova Morioka em 2000 por estudantes de Morioka. Uma organização não lucrativa de Morioka o refundou em 2004, mudando o nome para Grulla (guindaste, em espanhol) Morioka, tendo como principal objetivo chegar na J-League até 2008.
Em 2019, incorporou o nome da província de Iwate ao nome oficial, passando a chamar-se Iwate Grulla Morioka, obtendo o acesso à J2 League ao terminar como vice-campeão da J3. A participação da equipe na segunda divisão japonesa durou apenas uma temporada, com 9 vitórias, 7 empates e 26 derrotas, terminando na última posição com 34 pontos (8 atrás do Thespakusatsu Gunma, o primeiro time acima da zona de rebaixamento), quando já havia recebido a licença da J-League em outubro de 2022, o que tornaria apto a disputar a primeira divisão caso terminasse a J2 entre os 2 primeiros colocados.
Em novembro de 2024, terminou a J3 em 20º lugar e caiu para a Japan Football League (quarta divisão)

## Elenco atual
Desde 7 de julho de  2025.
Nota: Bandeiras indicam equipe nacional, conforme definido pelas regras de elegibilidade da FIFA. Os jogadores podem ter mais de uma nacionalidade não-FIFA.
| N.º |                 | Posição | Jogador           |
| --- | --------------- | ------- | ----------------- |
| 3   | Japão           | D       | Yuan Shimazu      |
| 4   | Japão           | D       | Yusuke Muta       |
| 6   | Haiti           | M       | Cédric Toussaint  |
| 7   | Japão           | A       | Shumpei Fukahori  |
| 8   | Japão           | M       | Tsubasa Yuge      |
| 9   | Brasil          | A       | Sillas            |
| 11  | Japão           | A       | Noriaki Fujimoto  |
| 13  | Japão           | M       | Daiki Kogure      |
| 14  | Japão           | M       | Takahiro Nakazato |
| 16  | Coreia do Norte | D       | Ryu Se-gun        |
| 17  | Japão           | A       | Taishiro Okazaki  |
| 18  | Japão           | M       | Shuto Kawai       |
| 19  | Coreia do Sul   | A       | Won Tae-rang      |
| 21  | Japão           | M       | Hiroto Domoto     |
| 22  | Japão           | D       | Daigo Nishi       |
| 23  | Japão           | A       | Atsutaka Nakamura |
| 25  | Japão           | D       | Koji Wada         |

| N.º |       | Posição | Jogador                                              |
| --- | ----- | ------- | ---------------------------------------------------- |
| 28  | Japão | M       | Koki Matsumura                                       |
| 29  | Japão | A       | Yu Machida                                           |
| 30  | Japão | M       | Atsuki Wada                                          |
| 32  | Japão | D       | Taku Saito                                           |
| 33  | Japão | D       | Shusei Yamauchi                                      |
| 36  | Japão | G       | Haruki Tanaka                                        |
| 39  | Japão | M       | Shota Yomesaka                                       |
| 40  | Japão | G       | Takuma Narahashi                                     |
| 44  | Japão | D       | Eiru Aratama                                         |
| 49  | Japão | M       | Yuki Kobayashi                                       |
| 50  | Japão | G       | Manafu Wakabayashi (emprestado pelo RB Omiya Ardija) |
| 55  | Japão | M       | Jukiya Fujishima                                     |
| 61  | Japão | M       | Kaichi Iwabuchi                                      |
| 62  | Japão | D       | Katsumi Yanagawa                                     |
| 63  | Japão | D       | Toma Nanao                                           |
| 77  | Japão | M       | Kanta Komatsu                                        |
| 80  | Japão | M       | Mao Hamana                                           |

## Treinadores
- Shinobu Yoshida (2003)
- Shinichi Muto (2004–2005)
- Toru Yoshida (2006–2010)
- Naoki Naruo (2012–2016)
- Akihiko Kamikawa (2016)
- Toshimi Kikuchi (2017–2020)
- Yutaka Akita (2020–2022)
- Yoshika Matsubara (2023)
- Tetsuji Nakamikawa (2023–2024)
- Takuya Jinno (2024)
- Kei Hoshikawa (2024–)